# Acoma westcotti
Acoma westcotti är en skalbaggsart som beskrevs av Robert Warner 2011. Acoma westcotti ingår i släktet Acoma och familjen Pleocomidae. Inga underarter finns listade i Catalogue of Life.